# Ред-Бридж (Тасманія)
Ред-Бридж або Червоний міст (англ. Red Bridge) — історичний міст на сході центральної частини острова Тасманія (Австралія), перетинає річку Елізабет (Elizabeth River) і розташований у невеликому місті Кемпбелл-Таун, розташованому приблизно за 134 км на північ від Гобарта і за 68 км на південний схід від Лонсестона.

## Географія
Через міст Ред-Бридж проходить автомобільна дорога  Мідленд Гайвей, яка з'єднує столицю штату Тасманія Гобарт з Лонсестоном — другим за величиною містом Тасманії, розташованим неподалік від північного узбережжя острова. Ред-Бридж вважається найстарішим мостом з тих, які донині використовуються в системі національних автомагістралей Австралії.
Міст Ред-Бридж перетинає річку Елізабет в її нижній течії, де вона тече зі сходу на захід, неподалік від місця її впадіння в Маккуорі. У свою чергу, річка Маккуорі є притокою річки Саут-Еск, яка біля Лонсестона впадає в естуарій Тамар, що з'єднується з Бассовою протокою.

## Історія
Будівництво мосту Ред-Бридж почато в 1836 році, а завершено в липні 1838 року. Практично повністю побудований з використанням праці ув'язнених, Ред-Бридж є найстарішим зі збережених аркових мостів з червоної цегли в Австралії. Вважається, що міст спроєктував Джеймс Блекберн — архітектор із Мельбурна, який сам відбував покарання за підробку документів.
Міст Ред-Бридж складається з трьох прольотів (арок), кожна приблизно 7.6 м довжиною. Для будівництва мосту знадобилось близько 1,25 млн (за іншими даними, 1,5 млн) цеглин, виготовлених у Кемпбелл-Тауні. Спочатку міст побудували на сухому місці обіч річки, а потім течію річки перенаправили під арки моста, для чого в'язням довелося прокопати приблизно по кілометру нового русла обабіч мосту.